# Sjónvarp Símans
Sjónvarp Símans es un canal de televisión generalista islandés de propiedad de Siminn, que emite tanto programas extranjeros como de producción local. Desde su lanzamiento en 1999, ha emitido diversas series, novelas, realities y programas de humor. Se distribuye tanto de manera análoga como digital y sus ingresos provienen de la emisión de publicidad.